# Луйо Адамович
Луйо Адамович (на хърватски: Lujo Adamović) е хърватски ботаник систематик, флорист, фитогеограф и член-кореспондент на Югославската академия на науките и изкуствата в Загреб.

## Биоградия
Роден е на 31 юли 1864 г. в Ровин, Австрийска империя. В периода 1901 – 1905 г. е директор на ботаническата градина на Белградския университет, в който е професор.
Проучва флората на Балканския и Апенинския полуостров. От важно значение за българската флора са проучванията му върху растителните пояси в Рила и фитогеографските му изследвания на Балканския полуостров.
Умира на 19 юли 1935 г. в Дубровник, Югославия.
Негови по-значими трудове са:
- „Растителногеографските пояси на Рила планина“ (1906);
- „Растителните отношения на Балканския полуостров“ (1909).[1]